# ماثيو كاري لي
ماثيو كاري لي (بالإنجليزية: Mathew Carey Lea)‏ هو مصور وكيميائي أمريكي، ولد في 18 أغسطس 1823 في فيلادلفيا في الولايات المتحدة، وتوفي بنفس المكان في 1897 بسبب سرطان البروستاتا.